# Pré-socráticos
Filósofos pré-socráticos foram os filósofos da Grécia Antiga que, como sugere o nome, antecederam a Sócrates. Essa divisão propriamente se dá mais devido ao objeto de sua filosofia, em relação à novidade introduzida por Platão, do que à cronologia – visto que, temporalmente, alguns dos ditos pré-socráticos são contemporâneos a Sócrates, ou mesmo posteriores a este (como no caso de alguns sofistas).
Primeiramente, os pré-socráticos, também chamados naturalistas ou filósofos da natureza – entendendo-se este termo não em seu sentido corriqueiro, mas como realidade primeira, originária e fundamental¹, ou o que é primário, fundamental e persistente, em oposição ao que é secundário, derivado e transitório² — , tinham como escopo especulativo o problema cosmológico, ou cosmo-ontológico, e buscavam o princípio (ou arché) das coisas. Eles introduziram ao Ocidente a noção de o mundo como um kosmos, um arranjo ordenado que poderia ser entendido via inquirição racional.
Posteriormente, com a questão do princípio fundamental único entrando em crise, surge a sofística, e o foco muda do cosmo para o homem e o problema moral.
Os principais filósofos pré-socráticos (e suas escolas) foram:
- Escola Jônica: Tales de Mileto, Anaxímenes de Mileto e Anaximandro de Mileto;
- Escola Itálica: Pitágoras de Samos, Filolau de Crotona e Árquitas de Tarento;
- Escola Eleática: Xenófanes, Parmênides de Eleia, Zenão de Eleia e Melisso de Samos;
- Escola de Éfeso: Heráclito de Éfeso;
- Escola da Pluralidade:  Empédocles de Agrigento,  Anaxágoras de Clazômena,  Leucipo de Abdera e Demócrito de Abdera;
- Escola eclética: Diógenes de Apolônia, Arquelau de Atenas.

## Visão geral
O interesse moderno nos primórdios da filosofia grega antiga pode ser rastreado até 1573, quando Henri Estienne coletou vários fragmentos pré-socráticos no Poesis Philosophica (Ποίησις Φιλόσοφος). Hermann Diels popularizou o termo "pré-socrático" em Die Fragmente der Vorsokratiker (Os Fragmentos dos Pré-Socráticos) em 1903. No entanto, o termo "pre-Sokratic" [sic] estava em uso já em Plato and the Other Companions of Sokrates, de George Grote, em 1865. Eduard Zeller também foi importante na divisão do pensamento antes e depois de Sócrates. As principais análises do pensamento pré-socrático foram feitas por Gregory Vlastos, Jonathan Barnes e Friedrich Nietzsche em sua Filosofia na Era Trágica dos Gregos.
Às vezes pode ser difícil determinar a linha de argumento real que alguns pré-socráticos usaram para apoiar suas visões particulares. Enquanto a maioria deles produziu textos significativos, nenhum deles sobreviveu na forma completa. Tudo o que está disponível são citações de filósofos posteriores (frequentemente tendenciosos) e historiadores, e o ocasional fragmento textual.
Os filósofos pré-socráticos rejeitaram explicações mitológicas tradicionais dos fenômenos que viam ao seu redor em favor de explicações mais racionais. Esses filósofos fizeram perguntas sobre "a essência das coisas":
- De onde tudo vem?
- De quê tudo é criado?
- Como explicamos a pluralidade de coisas encontradas na natureza?
- Como podemos descrever a natureza matematicamente?

Outros se concentraram na definição de problemas e paradoxos que se tornaram a base para estudos matemáticos, científicos e filosóficos posteriores.
Filósofos posteriores rejeitaram muitas das respostas fornecidas pelos primeiros filósofos gregos, mas continuaram a dar importância às suas perguntas. Além disso, as cosmologias propostas por eles foram atualizadas por desenvolvimentos posteriores na ciência.

## Doxografias, a obra de Diels-Kranz e os fragmentos
Na atualidade não é conservada nenhuma obra completa de filósofos pré-socráticos. Platão e Aristóteles tinham acesso a várias delas e talvez alguma chegou à Biblioteca de Alexandria. Na Escola de Alexandria circulavam compilações conhecidas posteriormente como "doxografias", do grego δόξα (doxa) = opinião + γραϕή (grafé) = escrito, ou "conversações" (gr.: ἀρέσκοντα, lat.: placita). Em particular, era atribuída a Teofrasto uma doxografia com o nome Opiniões dos físicos, (grego: Φυσικῶν δοχῶν), que seria uma compilação e comentários de fragmentos de pré-socráticos. Hermann Diels realizou uma edição dessas fontes com o nome Doxographi Graeci (tr. "Doxografia Grega"). Por serem as doxografias um conhecimento de segunda mão, surge a questão: até que ponto podemos confiar nas doxografias? A resposta de Barnes é que as doxografias não são dignas de confiança e que devemos nos fundar nas mesmíssimas palavras dos pré-socráticos.
Diels continuou o seu trabalho no final do século XIX com uma compilação de testemunhos e fragmentos dos pré-socráticos espalhados por diversas obras antigas, publicando esse material com o nome Die Fragmente der Vorsokratiker (tr. Os fragmentos dos pré-socráticos) que se transformou na obra de referência sobre o tema. Posteriormente, Walther Kranz organizou novas edições dessa obra, que passou a ser conhecida como Diels-Kranz. No meio acadêmico é comum utilizar a citação padronizada de Diels-Kranz para os pré-socráticos. Por exemplo, DK22B53 é o fragmento (B) 53 de Heráclito (capítulo 22), no qual expressa que "a guerra é o pai de todas as coisas".

## Ferécides de Siro
Ferécides de Siro (c. 580 a.C. - c. 520 a.C.) foi um filósofo pré-socrático considerado por Aristóteles como o primeiro grego a desenvolver um pensamento além do mitológico, descrito na Metafísica 1091b como "esses teólogos mistos, aqueles que não dizem tudo de forma mítica, como Pherekydes... que nomeiam o primeiro Gerador como o Supremo Bem". O mais importante precursor entre os filósofos pré-sócraticos, ele é tido tradicionalmente como o primeiro a escrever um livro em prosa na Grécia, desenvolvendo um pensamento ordenado de forma diferente da poética e servindo de ligação entre as teogonias órficas e de Hesíodo e a racionalização da cosmologia filosófica investigativa, além de citado como mestre de Pitágoras. Um número comparativamente grande de fontes diz que Ferécides foi o primeiro a ensinar a eternidade e a transmigração (metempsicose) das almas humanas. Tanto Cícero quanto Agostinho pensavam que ele deu o primeiro ensinamento da "imortalidade da alma". Que ele foi o primeiro a ensinar tal coisa é duvidoso, mas que ele estava entre os primeiros e que ele professou este ensinamento é certo. Hermann S. Schibli conclui que Ferécides "incluiu em seu livro ["Pentemychos"] pelo menos um tratamento rudimentar da imortalidade da alma, suas peregrinações no submundo e as razões para as encarnações da alma".

## Escola jônica

### Tales de Mileto (624-548 a.C.)
Atribui-se a Tales a afirmação de que "todas as coisas estão cheias de deuses", o que talvez pode ser associado à ideia de que o imã tem vida, porque move o ferro. Essa afirmação representa não um retorno a concepções míticas, mas simplesmente a ideia de que o universo é dotado de animação, de que a matéria é viva (hilozoísmo). Além disso, elaborou uma teoria para explicar as inundações no Nilo, e atribui-se a Tales a solução de diversos problemas geométricos (exemplo: teorema de Tales). Tales viajou por várias regiões, inclusive o Egito, onde, segundo consta, calculou a altura de uma pirâmide a partir da proporção entre sua própria altura e o comprimento de sua sombra. Esse cálculo exprime o que, na geometria, até hoje se conhece como teorema de Tales.
Tales foi um dos filósofos que acreditava que as coisas têm por trás de si um princípio físico, material, chamado arché. Para Tales, o arché seria a água. Tales observou que o calor necessita de água, que o morto resseca, que a natureza é úmida, que os germens são úmidos, que os alimentos contêm seiva, e concluiu que o princípio de tudo era a água. Com essa afirmação deduz-se que a existência singular não possui autonomia alguma, apenas algo acidental, uma modificação. A existência singular é passageira, modifica-se. A água é um momento no todo em geral, um elemento.
Principais fragmentos:
- “...a Água é o princípio de todas as coisas...”;
- “... todas as coisas estão cheias de deuses...”;
- “... a pedra magnética possui um poder porque move o ferro...".

Tales é apontado como um dos sete sábios da Grécia Antiga. Além disso, foi o fundador da Escola Jônica. Considerava a água como sendo a origem de todas as coisas, e seus seguidores, embora discordassem quanto à “substância primordial” (que constituía a essência do universo), concordavam com ele no que dizia a respeito da existência de um “princípio único" para essa natureza primordial.Entre os principais discípulos de Tales de Mileto merecem destaque: Anaxímenes que dizia ser o "ar" a substância primária; e Anaximandro, para quem os mundos eram infinitos em sua perpétua inter-relação.

### Anaximandro de Mileto (611-547 a.C.)
Anaximandro viveu em Mileto no século VI a.C.. Foi discípulo e sucessor de Tales. Anaximandro achava que nosso mundo seria apenas um entre uma infinidade de mundos que evoluiriam e se dissolveriam em algo que ele chamou de ilimitado ou infinito. Não é fácil explicar o que ele queria dizer com isso, mas parece claro que Anaximandro não estava pensando em uma substância conhecida, tal como Tales concebeu. Talvez  quisesse dizer que a substância que gera todas as coisas fosse algo diferente das coisas criadas. Uma vez que todas as coisas criadas são limitadas, aquilo que vem antes ou depois delas teria de ser ilimitado.
É evidente que esse elemento básico não poderia ser algo tão comum como a água.
Anaximandro recusa-se a ver a origem do real em um elemento particular; todas as coisas são limitadas, e o limitado não pode ser, sem injustiça, a origem das coisas. Do ilimitado surgem inúmeros mundos, e estabelece-se a multiplicidade; a gênese das coisas a partir do ilimitado é explicada através da separação dos contrários em conseqüência do movimento eterno. Para Anaximandro o princípio das coisas - o arché - não era algo visível; era uma substância etérea, infinita. Chamou a essa substância de apeíron (indeterminado, infinito). O apeíron seria uma “massa geradora” dos seres, contendo em si todos os elementos contrários.
Anaximandro tinha um argumento contra Tales: o ar é frio, a água é úmida, e o fogo é quente, e essas coisas são antagônicas entre si, portanto o elemento primordial não poderia ser um dos elementos visíveis, teria que ser um elemento neutro, que está presente em tudo, mas está invisível.
Esse filósofo foi o iniciador da astronomia grega. Foi o primeiro a formular o conceito de uma lei universal presidindo o processo cósmico totalmente.
De acordo com ele para que o vir-a-ser não cesse, o ser originário tem de ser indeterminado. Estando, assim, acima do vir-a-ser e garantindo, por isso, a eternidade e o curso do vir-a-ser.
O seu fragmento refere-se a uma unidade primordial, da qual nascem todas as coisas e à qual retornam todas as coisas.
Principais fragmentos:
- “... o ilimitado é eterno...”;
- “... o ilimitado é imortal e indissolúvel...”.

### Anaxímenes de Mileto (588-524 a.C.)
O terceiro filósofo de Mileto foi Anaxímenes. Ele pensava que a origem de todas as coisas teria de ser o ar ou o vapor. Anaxímenes conhecia, claro, a teoria da água de Tales. Mas de onde vem a água? Anaxímenes acreditava que a água seria ar condensado. Acreditava também que o fogo seria ar rarefeito. De acordo com Anaxímenes, por conseguinte, o ar ("pneuma") constituiria a origem da terra, da água e do fogo
Os três filósofos milésios acreditavam na existência de uma substância básica única, que seria a origem de todas as coisas. No entanto, isso deixava sem solução o problema da mudança. Como poderia uma substância se transformar repentinamente em outra coisa? A partir de cerca de 500 a.C., quem se interessou por essa questão foi um grupo de filósofos da colônia grega de Eleia, no sul da Itália, por isso conhecidos como eleatas.

## Escola eleática

### Xenófanes (570-475 a.C.)
Originário da Jônia, viveu no sul da Itália. Precursor do pensamento dos Eleatas. Para ele a Physis era a terra. Escreveu em estilo poético. Defendeu a ideia de um Deus único. Tinha influência Pitagórica.
Xenófanes, de Cólofon (século IV a.C.) - atribui-se a ele a fundação da escola de Eleia. Levou vida errante, passando parte dela na Sicília, tendo fugido de sua terra natal por causa da invasão dos medas. Alguns duvidam de sua ligação com Eleia. Em seus fragmentos defendeu um deus único, supremo, que não tinha a forma de homem. Realçou isso afirmando que os homens atribuem aos deuses características semelhantes a eles mesmos, que mudam de acordo com o povo. Se os animais tivessem mãos para realizarem obras, colocariam nos deuses suas características. Restaram de suas obras alguns fragmentos, sendo que uns satíricos. Foi contra a grande influência de Hesíodo e Homero (historiador e escritor gregos). Zombou dos atletas, preferindo a sua sabedoria aos feitos atléticos, que não enchiam celeiros. O deus segundo Xenófanes está implantado em todas as coisas, o todo é um, e é supra-sensível, imutável, sem começo, meio ou fim. Teve como discípulo Parmênides.
Segundo Hegel os gregos tinham apenas o mundo sensível diante de si, e não encontravam satisfação nisso. Assim jogavam tudo fora como sendo não verdadeiro, e chegavam ao pensamento puro. O infinito, Deus, é um só, pois se fosse dois haveria a finitude. Hegel identifica a dialética* em Xenófanes, uma consciência da essência, pura, e outra de opinião, uma sobrepondo a outra, indo contra a mitologia grega.

### Parmênides de Eleia (530-460 a.C.)
O mais importante dos filósofos eleatas foi Parmênides (c. 530-460 a.C.). “Nada nasce do nada e nada do que existe se transforma em nada”. Com isso quis dizer que “tudo o que existe sempre existiu”.
Sobre as transformações que se pode observar na natureza: ”Achava que não seriam mudanças reais”. De acordo com ele, nenhum objeto poderia se transformar em algo diferente do que era.
Início do racionalismo
Percebia, com os sentidos, que as coisas mudam. Mas sua razão lhe dizia que é logicamente impossível que uma coisa se tornasse diferente e, apesar disso, permanecesse de algum modo a mesma. Quando se viu forçado a escolher entre confiar nos sentidos ou na razão, escolheu a razão. Essa inabalável crença na razão humana recebeu o nome de racionalismo. Um racionalista é alguém que acredita que a razão humana é a fonte primária de nosso conhecimento do mundo.

## Escola efésica

### Heráclito de Éfeso (540-470 a.C.)
Um contemporâneo de Parmênides foi Heráclito (c. 540-476 a.C.), que era de Éfeso, na Ásia Menor. Heráclito propunha que a matéria básica do Universo seria o fogo. Pensava também que a mudança constante, ou o fluxo, seria a característica mais elementar da Natureza. Podemos talvez dizer que Heráclito acreditava mais do que Parmênides naquilo que percebia. "Tudo flui", disse Heráclito. "Tudo está em fluxo e movimento constante, nada permanece". Por conseguinte, “não entramos duas vezes no mesmo rio. Quando entro no rio pela segunda vez, nem eu nem o rio somos os mesmos".
Problema: Parmênides e Heráclito defendiam dois pontos principais diametralmente opostos.
Parmênides dizia:
- a) nada muda;
- b) não se deve confiar em nossas percepções sensoriais.

Heráclito, por outro lado, dizia:
- a) tudo muda (“todas as coisas fluem”); e
- b) podemos confiar em nossas percepções sensoriais.

Quem estava certo? Coube ao siciliano Empédocles (c. 490-430 a.C.) indicar a saída do labirinto.
Como estudioso da physis, Heráclito acreditava que o fogo era a origem das coisas naturais.

## Escola pluralista

### Empédocles (490-430 a.C.)
Ele achava que os dois estavam certos:
- 1. A água não poderia, evidentemente, transformar um peixe em uma borboleta. Com efeito, a água não pode mudar. Água pura irá continuar sendo água pura. Por isso, Parmênides estava certo ao sustentar que “nada muda”;
- 2. Mas, ao mesmo tempo, Heráclito também estava certo em achar que devemos confiar em nossos sentidos, o que precisava ser rejeitado era a ideia de uma substância básica única. Nem a água nem o ar sozinhos podem se transformar em uma roseira ou uma borboleta. Não é possível que a fonte da Natureza seja um único “elemento”. Empédocles acreditava que a Natureza consistiria em quatro elementos, ou “raízes”, como os denominou. Essas quatro raízes seriam a terra, o ar, o fogo e a água.

A - Como ou por que acontecem as transformações que observamos na natureza?
- 1. Todas as coisas seriam misturas de terra, ar, fogo e água, mas em proporções variadas. Assim as diferentes coisas que existem seriam os processos naturais gerados pela aproximação e à separação desses quatro elementos;
- 2. Quando uma flor ou um animal morrem, disse Empédocles, os quatro elementos voltam a se separar. Podemos registrar essas mudanças a olho nu. Mas a terra e o ar, o fogo e a água permaneceriam eternos, “intocados” por todos os componentes dos quais fazem parte. Dessa maneira, não é correto dizer que todas as coisas mudam;
- 3. Basicamente, nada mudaria. O que ocorre é que os quatro elementos se combinariam e se separariam - para se juntarem de novo, em um ciclo.

B - O que faria esses elementos se combinarem de tal modo que fizessem surgir uma nova vida? E o que faria a “mistura”, digamos, de uma flor se dissolver de novo?
Empédocles pensava que haveria duas forças diferentes atuando na Natureza. Ele as chamou de amor e discórdia. Amor uniria as coisas, a discórdia as separaria. Curiosamente, os quatro elementos correspondem, um a um, aos quatro estados da natureza: terra (sólido), água (líquido), ar (gasoso) e fogo (plasma).

### Atomismo
Leucipo e Demócrito de Abdera são os maiores expoentes.

#### Demócrito (460-370 a.C.)
Para Demócrito, as transformações que se podem observar na natureza não significavam que algo realmente se transformava. Ele acreditava que todas as coisas eram formadas por uma infinidade de "pedrinhas minúsculas, invisíveis, cada uma delas sendo eterna, imutável e indivisível". A estas unidades mínimas deu o nome de ÁTOMOS. Átomo significa indivisível, cada coisa que existe é formada por uma infinidade dessas unidades indivisíveis. "Isto porque se os átomos também fossem passíveis de desintegração e pudessem ser divididas em unidades ainda menores, a natureza acabaria por diluir-se totalmente". Exemplo: se um corpo – de uma árvore ou animal, morre e se decompõe, seus átomos se espalham e podem ser reaproveitados para dar origem a outros corpos.

### Anaxágoras (499-428 a.C.)
Doutrina das Homeomerias
Anaxágoras de Clazômenas (Clazômenas, c. 500 a.C. - Lâmpsaco, 428 a.C.), filósofo grego do período pré-socrático. Nascido em Clazômenas, na Jônia, fundou a primeira escola filosófica de Atenas, contribuindo para a expansão do pensamento filosófico e científico que era desenvolvido nas cidades gregas da Ásia. Era protegido de Péricles que também era seu discípulo. Em 431 a.C. foi acusado de impiedade e partiu para Lâmpsaco, uma colônia de Mileto, também na Jônia, e lá fundou uma nova escola.
- Escreveu um tratado aparentemente pequeno intitulado "Sobre a natureza", em que tentava conciliar a existência do múltiplo frente à crítica de Parmênides de Eleia e sua escola. Afirmava que o universo se constitui pela ação do Nous (νοῦς), conceito que geralmente é traduzido por espírito, mente ou inteligência. Segundo o filósofo, o Nous atua sobre uma mistura inicial formada de sementes que contém uma porção de cada coisa. Assim, o Nous, que é ilimitado, autônomo e não misturado com nada mais, age sobre estas sementes ordenando-as e constituindo o mundo sensível. Os fragmentos preservados versam sobre: cosmologia, biologia e percepção. A noção de causa inteligente, que estabelece uma finalidade na evolução universal, irá repercutir em filósofos posteriores, como Platão e Aristóteles.

Anaxágoras aparece ao lado de Pitágoras no quadro da "Escola de Atenas" do pintor Rafael, segurando a tableta com o número triangular 1+2+3+4, a sagrada tetraktys dos Pitagóricos.

## Escolas Italianas

### Pitagóricos
Representada pela mestre de Pitágoras de Samos, Temistocléia e seus seguidores: Teano, Damo, Alcmeão, Arquitas de Tarento, Arignote, Equécrates, Melissa, Myia, Fíntis de Esparta, Filolau de Crotona. A maioria dos discípulos desenvolvia conhecimentos em matemática.
Defendia uma doutrina com ênfase na metafísica e na filosofia dos números e da música como essência de tudo que existe e também da própria Divindade. O ponto central da doutrina religiosa é a crença na transmigração das almas ou metempsicose.
Pitágoras, o fundador da Escola Pitagórica, nasceu em Samos pelos anos 571-70 a.C.. Em 532-31 foi para a Itália, na Magna Grécia, e fundou em Crotona, colônia grega, uma associação metafísico-científico-ético-política, que foi o centro de irradiação da escola e encontrou partidários entre os gregos da Itália meridional e da Sicília. Pitágoras queria—e conseguiu—fazer com que a educação ética da escola ampliasse e se tornasse reforma política; isto, porém, levantou oposições contra ele e foi constrangido a deixar Crotona, mudando-se para Metaponto, aí morrendo provavelmente em 497-96 a.C.. Um dos principais herdeiros foi o filósofo grego Platão.
Um discípulo principal de Pitágoras foi Alcmeão de Crotona, filho de Peiritoos. Foi jovem quando seu mestre já era avançado em anos. Seu interesse principal dirigia-se á Medicina, de que resultou a sua doutrina sobre o problema dos sentidos e da percepção. Alcmeão disse que só os deuses tem um conhecimento certo, aos homens só presumir é permitido.

## Outros filósofos gregos iniciais
Esta lista inclui vários homens, particularmente os Sete Sábios, que parecem ter sido políticos práticos e fontes de sabedoria epigramática, em vez de pensadores ou filósofos especulativos no sentido moderno.
- Sete Sábios da Grécia

Sólon (c. 594 a.C.)
Quílon de Esparta (c. 560 a.C.)
Tales (c. 585 a C.)
Bias de Priene (c. 570 a.C.)
Cleóbulo de Rodes (c. 600 a.C.)
Pítaco de Mitilene (c. 600 a.C.)
Periandro (625–585 a.C.)
- Aristeas de Proconeso (século VII a.C. ?)
- Anacársis (c. 590 a.C.)